# Fatos Arapi
Fatos Arapi (Vlorë, 19. srpnja 1930. – Tirana, 11. listopada 2018.), albanski pjesnik. Istaknuo se kao velik stilist u poeziji, snažne emocionalnosti i prigušene meditativnosti, suzdržane riječi. Posebno se ističe zbirka Idemo u buduća stoljeća (Drejt shekujve shkojmë, 1977) kao potvrda visoke umjetničke vrijednosti suvremene albanske poezije. Poznatiji kao lirik, piše i eseje i romane.
Nakon studija ekonomije u Sofiji od 1949. do 1954. radio je u Tirani kao novinar i predavač u suvremenoj albanskoj književnosti.